# Tizanidin
Tizanidin (Zanafleks, Sirdalud) je lek koji se koristi kao mišićni relaksant. On je centralno delujući α2 adrenergički agonist. On se koristi za tretiranje spazama, grčeva, i stegnutosti mišića uzrokovane medicinskim problemima poput multiple skleroze, spastičke diplegije, bola u leđima, ili pojedinih drugih povreda kičme ili centralnog nervnog sistema. On može da pomogle u lečenju migrene i glavobolje, da poboljša san, i da služi kao antikonvulsant, mada nije odobren za te indikacije. On se isto tako propisuje za neke od simptoma fibromialgije.
Utvrđeno je da je tizanidin efektivan poput drugih antispazmodika i da je bolje tolerisan od baklofena i diazepama. Tizanidin može da uzrokuje hipotenziju, tako da se oprezom treba koristi kod osoba sa istorijom ortostatičke hipotenzije. Ovaj lek može da bude veoma jak, čak i u dozama od 2 . 

## Spoljašnje veze
|  | Molimo Vas, obratite pažnju na važno upozorenje u vezi sa temama iz oblasti medicine (zdravlja). |